# Сербия на «Детском Евровидении — 2022»
Сербия участвовала на «Детском Евровидении — 2022», которое состоялось 11 декабря 2022 года в Ереване, Армения. На конкурсе страну представила Катарина Савич с песней «Свет без граница». Она заняла тринадцатое место, набрав 92 балла.

## Предыстория
По состоянию на 2022 год, Сербия принимала участие на «Детском Евровидении» 13 раз с момента своего дебюта в 2006 году. В 2005 году, до референдума о независимости Черногории, Сербия также принимала участие в конкурсе в составе Сербии и Черногории. Сербия трижды не участвовала на «Детском Евровидении» — с 2011 по 2013 год. Лучшие результаты на конкурсе были достигнуты в 2007 и 2010 годах, когда страну представили Невена Божович с песней «Пиши ми» и Соня Шкорич с песней «Чаробна ноћ» соответственно, заняв 3 место. На конкурсе 2021 года Сербию представил дуэт Йована и Дуня с песней «Очи детета (Children's Eyes)», заняв 13-е место с 86 баллами.

## До «Детского Евровидения»
26 июля 2022 года, вместе с подтверждением участия на «Детском Евровидении — 2022», сербский телевещатель РТС открыл приём заявок на внутренний отбор, который продлился до 15 сентября 2022 года. По завершению приёма заявок, экспертная комиссия, состоявшая из музыкальных редакторов РТС, выбрала Катарину Савич в качестве представителя Сербии на «Детском Евровидении — 2022». Её песня, «Свет без граница», написанная Иваной Драгичевич, была представлена 6 ноября 2022 года на официальном YouTube-канале «Детского Евровидения».

## На «Детском Евровидении»

### Трансляция
Финал конкурса транслировали телеканалы РТС 2 и РТС Свет, комментатором которых была Кристина Раденкович. После конкурса было объявлено, что шоу посмотрели 32,503 зрителя с долей 1.25%, что стало самым низким показателем среди стран, объявивших о своих рейтингах конкурса.

### Выступление
Порядок выступления стран-участниц «Детского Евровидения — 2022» был определён 5 декабря 2022 года: Сербия выступила под четырнадцатым номером — после Португалии и перед Арменией. Катарина участвовала на репетициях, которые состоялись 6 и 8 декабря 2022 года, за которыми последовало «шоу для жюри», которое состоялось вечером 10 декабря 2022 года. Тем не менее, Катарина не смогла выступить в прямом эфире на «Детском Евровидении» 11 декабря 2022 года по медицинским показаниям. Вместо её живого выступления была использована запись со второй генеральной репетиции («шоу для жюри»), которая состоялась днём ранее. Результаты голосования сербского жюри объявил Петар Аничич — представитель Сербии на «Детском Евровидении — 2020».

### Голосование
На конкурсе была вновь использована та система голосования, которая была введена в 2017 году, где результаты определяются суммой баллов онлайн-голосования (50%) и голосования жюри (50%). В каждой стране-участнице было национальное жюри, состоящее из 5 человек: трое из них — профессионалы музыкальной индустрии, а двое — дети в возрасте от 10 до 15 лет, которые должны были быть гражданами страны, от имени которой они голосовали.
Онлайн-голосование состояло из двух этапов: первый этап онлайн-голосования начался 9 декабря 2022 года, когда на сайте конкурса (junioreurovision.tv) были показаны отрывки репетиций участников, после чего зрители смогли проголосовать за 3 участников. Первый этап онлайн-голосования завершился 11 декабря 2022 года в 15:59 по центральноевропейскому времени. Второй этап онлайн-голосования начался сразу после последнего, шестнадцатого, выступления и длился 15 минут.
По итогам голосования Сербия заняла 13-е, место, набрав 92 балла: по итогам голосования жюри Сербия заняла тринадцатое место с 41 баллом, а по итогам онлайн-голосования — одиннадцатое место с 51 баллом.

### Подробные результаты голосования
| Баллы                                                | Страна                     |
| ---------------------------------------------------- | -------------------------- |
| 12 баллов                                            |                            |
| 10 баллов                                            | Нидерланды                 |
| 8 баллов                                             | Ирландия Польша            |
| 7 баллов                                             |                            |
| 6 баллов                                             |                            |
| 5 баллов                                             | Португалия                 |
| 4 балла                                              |                            |
| 3 балла                                              | Великобритания Грузия      |
| 2 балла                                              | Италия                     |
| 1 балл                                               | Испания Северная Македония |
| Сербия получила 51 балл по итогам онлайн-голосования |                            |

| Баллы     | Страна             |
| --------- | ------------------ |
| 12 баллов | Ирландия           |
| 10 баллов | Франция            |
| 8 баллов  | Армения            |
| 7 баллов  | Грузия             |
| 6 баллов  | Нидерланды         |
| 5 баллов  | Албания            |
| 4 балла   | Северная Македония |
| 3 балла   | Италия             |
| 2 балла   | Украина            |
| 1 балл    | Испания            |

| Раздельные результаты голосования Сербии | Раздельные результаты голосования Сербии | Раздельные результаты голосования Сербии | Раздельные результаты голосования Сербии | Раздельные результаты голосования Сербии | Раздельные результаты голосования Сербии | Раздельные результаты голосования Сербии | Раздельные результаты голосования Сербии | Раздельные результаты голосования Сербии |
| №                                        | Страна                                   | Судья A                                  | Судья B                                  | Судья C                                  | Судья D                                  | Судья E                                  | Место                                    | Баллы                                    |
| ---------------------------------------- | ---------------------------------------- | ---------------------------------------- | ---------------------------------------- | ---------------------------------------- | ---------------------------------------- | ---------------------------------------- | ---------------------------------------- | ---------------------------------------- |
| 1                                        | Нидерланды                               | 6                                        | 3                                        | 5                                        | 4                                        | 8                                        | 5                                        | 6                                        |
| 2                                        | Польша                                   | 14                                       | 4                                        | 7                                        | 8                                        | 14                                       | 11                                       |                                          |
| 3                                        | Казахстан                                | 15                                       | 13                                       | 15                                       | 15                                       | 2                                        | 13                                       |                                          |
| 4                                        | Мальта                                   | 11                                       | 7                                        | 9                                        | 11                                       | 5                                        | 12                                       |                                          |
| 5                                        | Италия                                   | 2                                        | 11                                       | 12                                       | 14                                       | 7                                        | 8                                        | 3                                        |
| 6                                        | Франция                                  | 3                                        | 5                                        | 3                                        | 3                                        | 9                                        | 2                                        | 10                                       |
| 7                                        | Албания                                  | 4                                        | 10                                       | 4                                        | 6                                        | 12                                       | 6                                        | 5                                        |
| 8                                        | Грузия                                   | 8                                        | 2                                        | 6                                        | 2                                        | 11                                       | 4                                        | 7                                        |
| 9                                        | Ирландия                                 | 5                                        | 1                                        | 1                                        | 1                                        | 13                                       | 1                                        | 12                                       |
| 10                                       | Северная Македония                       | 12                                       | 8                                        | 14                                       | 13                                       | 1                                        | 7                                        | 4                                        |
| 11                                       | Испания                                  | 13                                       | 9                                        | 13                                       | 9                                        | 3                                        | 10                                       | 1                                        |
| 12                                       | Великобритания                           | 9                                        | 14                                       | 8                                        | 10                                       | 10                                       | 15                                       |                                          |
| 13                                       | Португалия                               | 10                                       | 15                                       | 11                                       | 12                                       | 4                                        | 14                                       |                                          |
| 14                                       | Сербия                                   |                                          |                                          |                                          |                                          |                                          |                                          |                                          |
| 15                                       | Армения                                  | 1                                        | 6                                        | 2                                        | 7                                        | 15                                       | 3                                        | 8                                        |
| 16                                       | Украина                                  | 7                                        | 12                                       | 10                                       | 5                                        | 6                                        | 9                                        | 2                                        |